# From Saga With Love
From Saga With Love（フロム サガ ウィズ ラヴ）はマレーシアのウェブテレビドラマシリーズで、監督はUmi Salwana Omar氏、脚本はRafidah Abdullah、Hadi M. Nor、Shamaine Othman、Suzanne Ong、Azhar Amirulhisyamによる。メインキャストは、Siti Khadijah HalimとSophia Albarakbah、Ikmal Amry、Fimie Donが務める。シーズン1はViuという動画配信プラットフォームで開始し、2023年9月21日から10月19日まで毎週木曜日に２つの新しいエピソードが放送される。シーズン2は2024年10月17日から開始する。 シーズン2は2024年10月17日から開始する。

## あらすじ

### シーズン1 (2023)
カルマ(Karma)はインフルエンサーであり、有名女優のビアンカ・ロザリオ(Bianca Rozario)が日本の佐賀を訪問する間、付き人兼通訳になるために嘘をつく。カルマは、その嘘と関連するビアンカに対する秘密がバレないように様々な努力をし、計画を立てる。
ビアンカの母親による極秘任務に縛られるカルマは、ビアンカの映像作家であるボブ(Bob)、口下手な男性であるシャム(Sham)の登場とそれによって佐賀で大きくなる問題と混乱に阻まれながらも、有名なインフルエンサーになりたいという彼女の夢を持ち続ける。

### シーズン2 (2024)
カルマとシャムの幸せは、陶磁器を販売ビジネスをいっしょに立ち上げた後に試される。彼らはそのビジネスにおいて様々な心配事や問題に直面し、彼らの関係性までも損なわれてしまう。シャムは明郎師匠が体調を崩したことを知り、佐賀に急いで向かう一方、彼らの陶磁器店を続けるため、カルマは独り佐賀に残ることになる。
しかし、望まない出来事が起こり、佐賀でデビュー作の映画のためのインスピレーションを得たいと考える仲の良い友人であるBobに会った後、カルマは最終的に佐賀に向かう。そこでカルマは、佐賀大学に進学中のビアンカに再会する。そのようにして４人は再び集結するのだが、ビアンカの新たな友人であるハドリ(Hadri)の登場が状況を複雑に…？

## キャスト

### メインキャスト
- カルマ役 Siti Khadijah Halim [1][6]
- ビアンカ役 Sophia Albarakbah[1][7]
- ボブ役 Fimie Don[1]
- シャム役 Ikmal Amry[1]
- ハドリ役 Hun Haqeem[8]

### サブキャスト
- Kathy役 Vanidah Imran[1]
- 母Rozita役 Fatimah Abu Bakar[1]
- 長女Suhaila役Zulin Aziz[1]
- 次女Fadhila役 Sharifah Amani[1]
- Zairin役 Zoey Rahman sebagai Zairin[1]
- Daisy役 Tiara Anchant[1]
- Mr Wong役 Alvin Wong[1]
- Abang Lan役 Fahmy Reza [1]
- E-Hailingの運転手役 Farid Azmer[1]
- Harun役 Riezman Khuzaimi
- Hani役 Sharifah Sofia
- 明郎師匠役 Doppo Narita
- ネイリスト役 Sharina Abdul Salam
- Tiri（シャムの弟）役 Adam Darwisyah
- （幼少期の）シャム役 Muhd Ali Umar Mohd Ruzni
- Shahriza（シャムの母）役 Zuliana Ernie Zainon
- 食料雑貨店のレジ係役 Yuno
- Rie役 Miu Sera
- やまがた役 Katsuya Honda

## 発表
From Saga With Loveは2022年12月1日に行われた記者会見で、2023年に公開されるVIu Originalsの5シリーズのひとつとして発表された。 このドラマのFFrom Saga With Loveに変更前の元のタイトルはDear Karmaという。 撮影は日本の九州地方に位置する佐賀県で行われた。佐賀県で撮られた初めてのマレードラマで、佐賀フィルムコミッションが協力している。 これは、 Sophia AlbarakbahがDevoted(2019)に続き、2回目にメインキャストを務めるViu Originalsのドラマである。 
このFrom Saga With Loveは2024年2月、シーズン2に続くことが発表された 。

## エピソード
| シーズン | シーズン | 話数 | 話数 | 放送期間       | 放送期間         |
| シーズン | シーズン | 話数 | 話数 | 初回放送       | 最終回放送       |
| -------- | -------- | ---- | ---- | -------------- | ---------------- |
|          | 1        | 10   | 10   | 2023年9月21日  | 2023年10月19日   |
|          | 2        | 10   | 10   | 2024年10月17日 | sedang bersiaran |

## 公開
From Saga With Loveのシーズン１は、第一にViuで2023年9月21日から10月19日まで、毎週木曜日に２つの新エピソードが放送される形で、初公開された。毎週木曜日に Sensasi でも放送された. そのシーズン２は、2024年の10月17日に初公開された。